# Stefano De Grandis
Stefano De Grandis (Roma, 21 novembre 1961) è un giornalista e telecronista sportivo italiano.

## Biografia
È figlio di Mimmo De Grandis (1928-2000), storica firma del Paese sera dal 1959 al 1983 e capo ufficio stampa della Lazio dal 1984 al 1986. Dopo aver iniziato la carriera in alcune radio e televisioni locali, diventa parte del "nucleo storico" di giornalisti sportivi con i quali è nata la pay TV in Italia. Nel 1990 diviene giornalista professionista. Dal suo esordio nel 1991 per Tele+ ha seguito da bordocampo le principali partite di Serie A e UEFA Champions League.
Dal 1999 è per quattro stagioni a Stream TV, dove mantiene il ruolo di bordocampista e occasionalmente cura le telecronache delle partite, soprattutto nelle trasmissioni quali Champions League minuto per minuto.
Dal 2003 fa parte di Sky Sport, dove partecipa alla trasmissione Mondo Gol (condotta da Fabio Caressa), tramite la quale cresce la sua popolarità tra gli appassionati di calcio. Inoltre è telecronista degli eventi di poker, affiancato dal commento tecnico di Fabio Caressa.
Ha seguito come inviato vari campionati mondiali di calcio, come inviato al seguito della nazionale italiana, e in occasione di Germania 2006, primo mondiale trasmesso interamente da Sky Sport, ha condotto assieme a Gianluca Vialli e Paolo Rossi le trasmissioni pre e post-partita delle partite della nazionale italiana.
Ha lavorato come inviato a bordocampo nelle più importanti partite di Serie A e UEFA Champions League e si è alternato con Marco Cattaneo nella conduzione dei pre-partita dell'anticipo di Serie A delle ore 18:00. Ha svolto inoltre il ruolo di telecronista per Diretta Gol, sempre su Sky Sport.
Da settembre 2016 ha condotto su Radio Deejay con Riccardo Trevisani il programma FantaDeejay, appuntamento settimanale dedicato al fantacalcio.
Dal 2018 è ospite della trasmissione Sky Calcio Club, in onda su Sky Sport.